# Crêpe

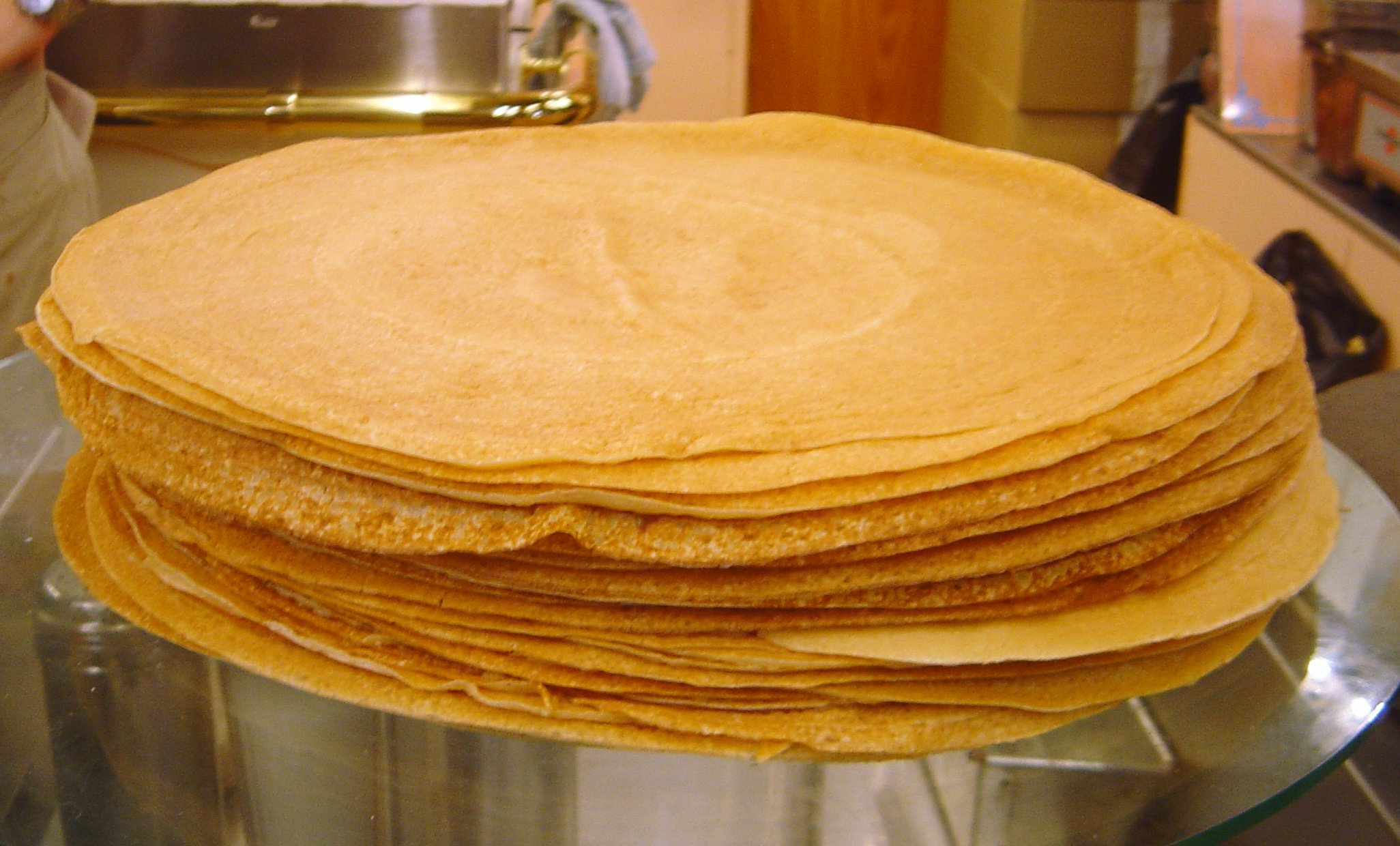
Mehrere Crêpes, gestapelt

Ein(e) Crêpe, seltener auch Krepp ist in der internationalen Küchensprache eine allgemein verwendete französische Bezeichnung für dünne Pfannkuchen aus Weizenmehl. Herzhafte wie süße Crêpes werden in der Regel von Köchen (cuisinier) zubereitet, nicht von Patissiers; eine international bekannte Crêpe-Variation ist Crêpes Suzette, Buchweizenmehl-Crêpes heißen Galettes.

## Wortherkunft
Das deutsche Substantiv geht über das französische Femininum crêpe auf das altfranzösische Adjektiv cresp, crespe ‚kraus, lockig‘ zurück (das wiederum aus dem lateinischen Adjektiv crispus ‚kraus, lockig, wellig (von Haar)‘ ererbt ist). Der Begriff Crêpe wurde erst für Krepp (Gewebe) verwendet (vom französischen Maskulinum crêpe), dann im späten 18. Jh. auch für dünne Pfannkuchen (vom französischen Femininum, wobei sich im Deutschen auch Maskulinum und Neutrum finden).

## Beschaffenheit

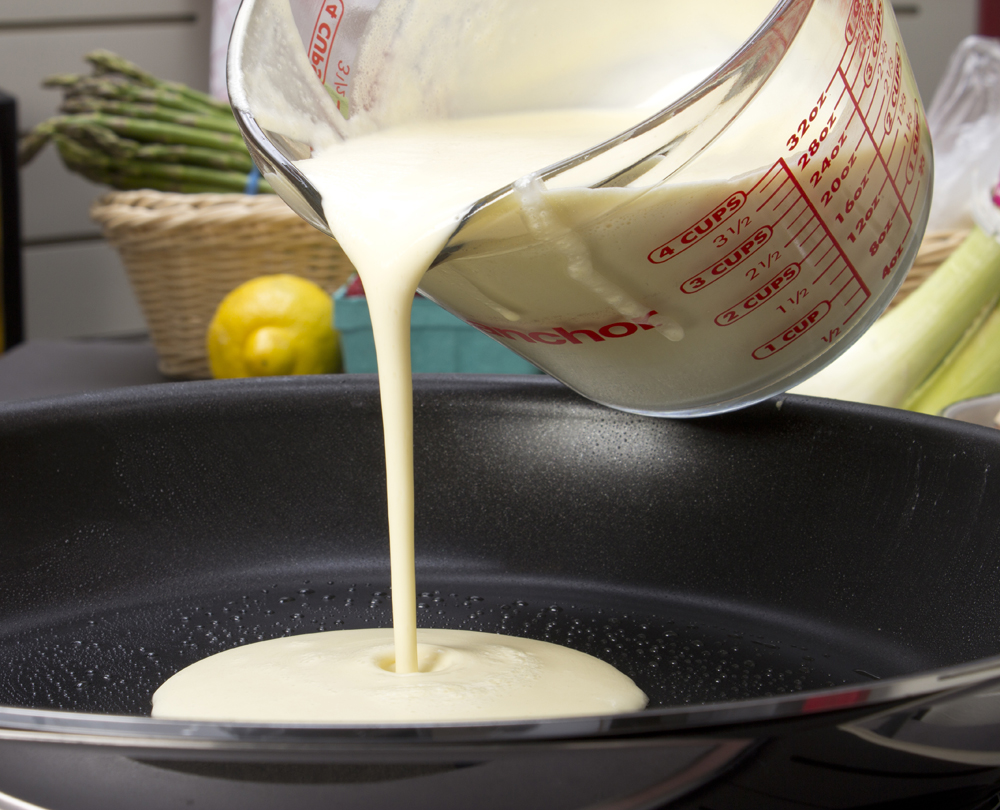
Portionsweises Einfüllen von dünnflüssigem Crêpeteig in eine beschichtete Pfanne

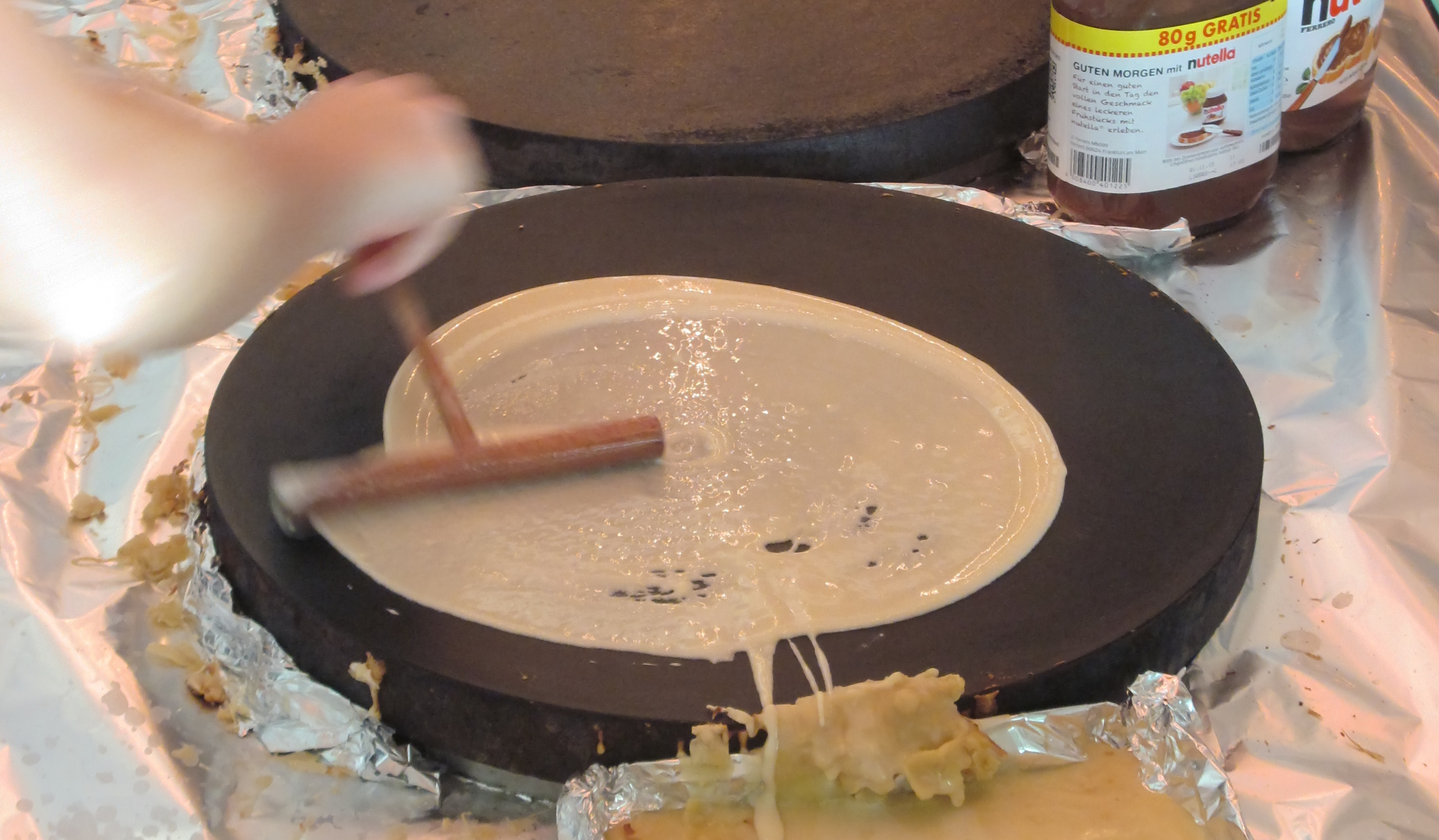
Ausstreichen des Teigs auf einer heißen Crêpière mit einer Rozelle (Teigrechen)

Crêpes sind dünn und werden traditionell auf einer runden, gusseisernen Pfanne gebacken, oder einer sogenannten Crêpière. Damit die Crêpes dünn und gleichmäßig werden, wird der flüssige Teig zügig mit einem Teigrechen verstrichen, in Frankreich der Rozelle. Bretonische Crêpes sind häufig brauner und dunkler, denn sie enthalten meist Zucker. Der Teig ist im Vergleich zu deutschem Eierkuchenteig flüssiger. Crêpes werden meist nur mit sehr wenig Fett gebacken.

### Beläge

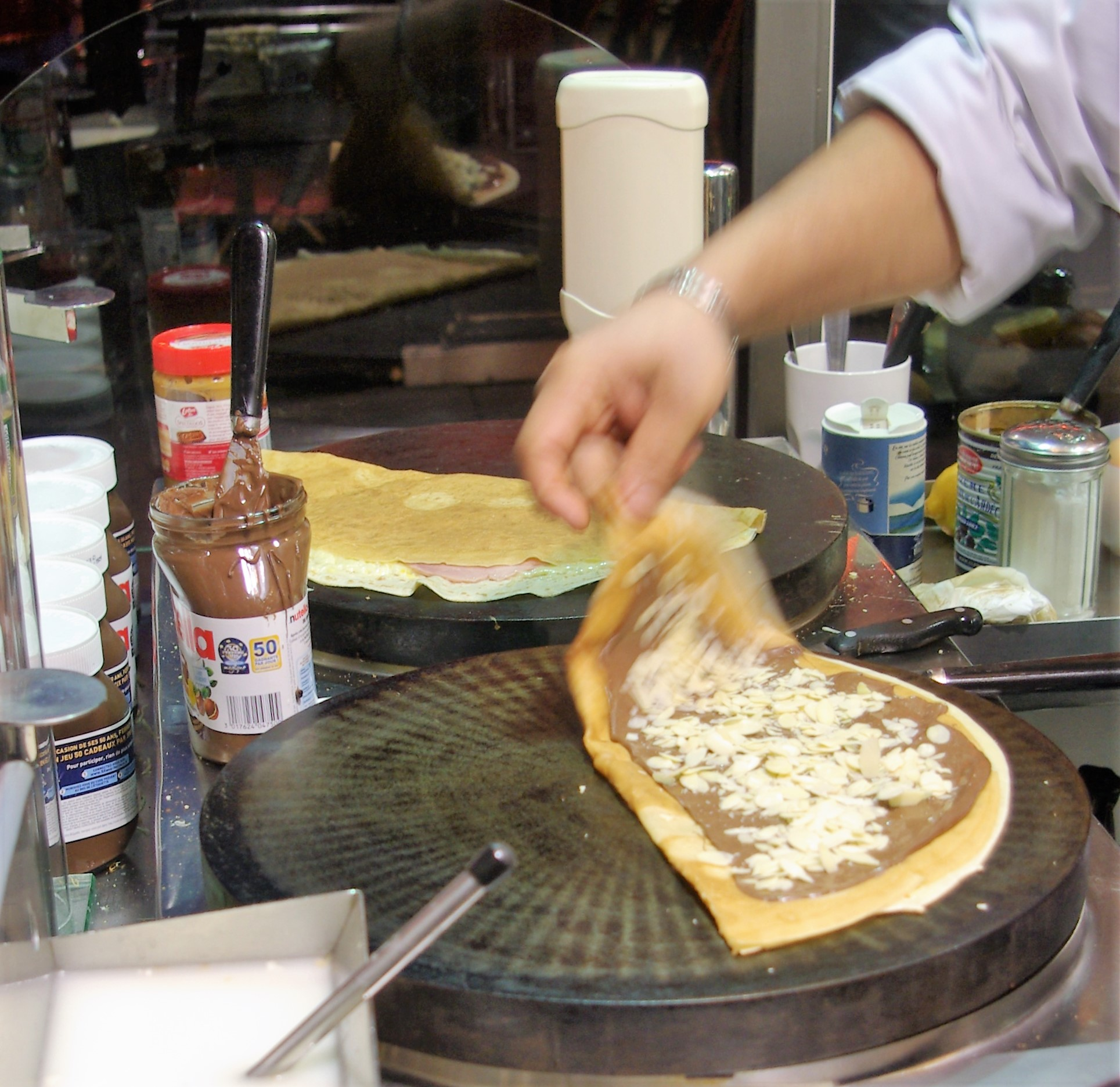
Belegen einer Crêpe mit Nuss-Nougat-Creme und gehobelten Mandeln

Crêpes werden normalerweise süß belegt, zum Beispiel mit Zucker, Konfitüre, frischen Früchten oder Nuss-Nougat-Creme, in der Bretagne außerdem mit gesalzener Butter bestrichen. Eine der bekanntesten Variationen ist die Crêpe Suzette, bei der die Crêpes mit dem Saft frischer Orangen getränkt oder mit Orangenmarmelade bestrichen werden. Die zu quarts de plaisir (Vierteln der Freude) zusammengelegten Crêpes werden mit Orangenlikör flambiert. Crêpes sind häufig süß, Galettes häufig salzig.

### Lokale Spezialitäten
In der Dauphiné, in der Auvergne, in Lothringen und in der Lyonnais wird die Crêpe-Masse häufig mit geraspelten oder pürierten Kartoffeln ergänzt (oder ganz ersetzt): Crique, Bourriol und Matefaim bzw. Matafan. Matefaims sind dicke Crêpes aus Buchweizen oder Püree aus Kartoffeln oder Kürbis und bedeutet wörtlich „Hunger töten“. Criques werden aus geraspelten rohen Kartoffeln mit Eiern, Mehl und Petersilie gebacken. Bourriols sind Pfannkuchen aus Kartoffeln, Lauch, Buchweizen- und Weizenmehl, Milch und Hefe.

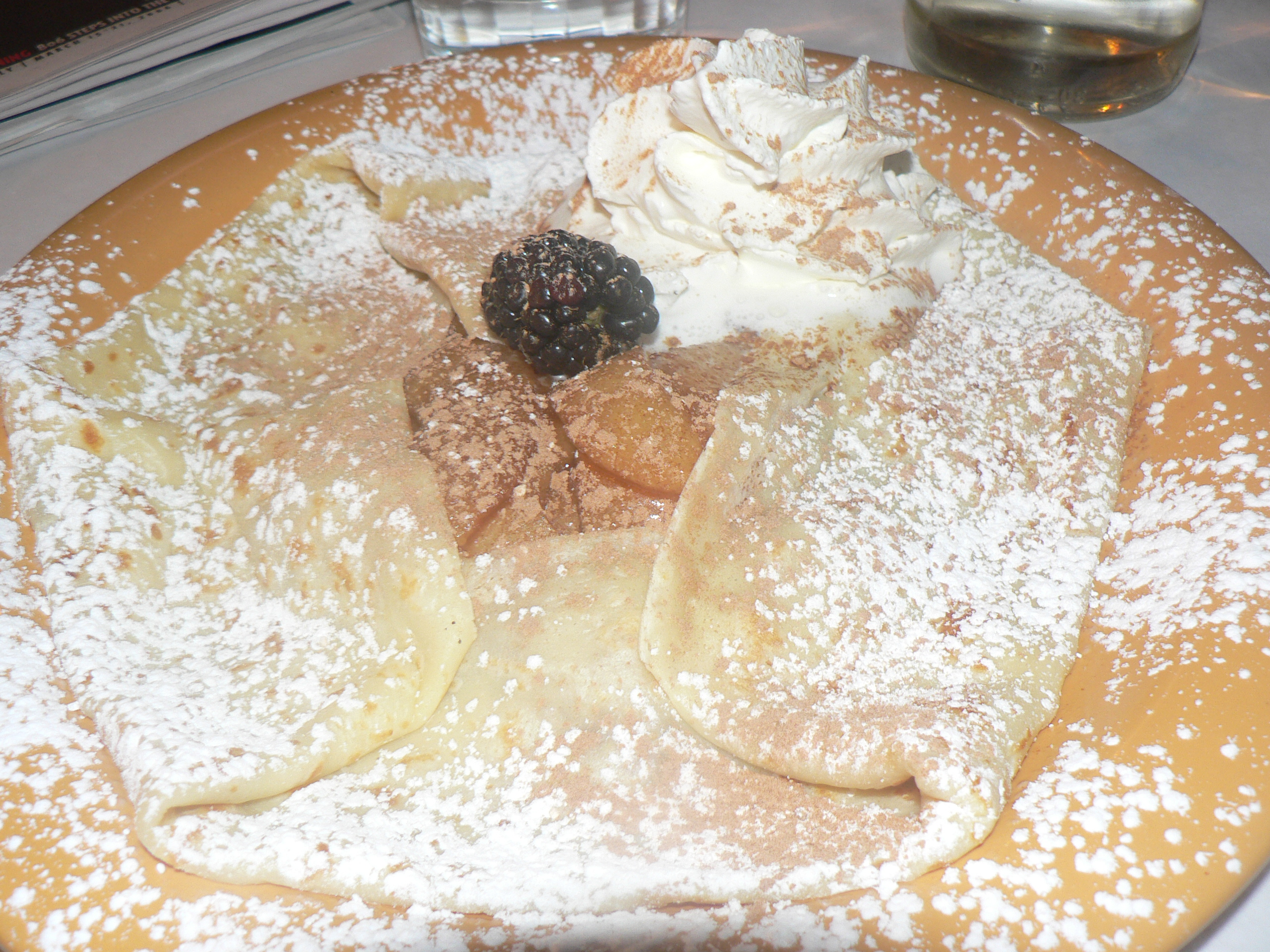
Matefaim mit Renette-Apfel

## Traditionen
Crêpes sind fest in der Esskultur der Normandie und Bretagne und anderer französischer Regionen verankert. So werden zum Beispiel jedes Jahr am 2. Februar zum französischen Chandeleur (kirchlicher Feiertag Darstellung des Herrn bzw. Mariä Lichtmess) in vielen französischen Regionen Crêpes gegessen.